# Bob Waldmire
 (octobre 2022).
Bob Waldmire, né le 19 avril 1945 et mort 16 décembre 2009, est un artiste et cartographe américain. 
Il est connu pour ses œuvres d'art à propos de la route 66 incluant des cartes originales.

## Biographie

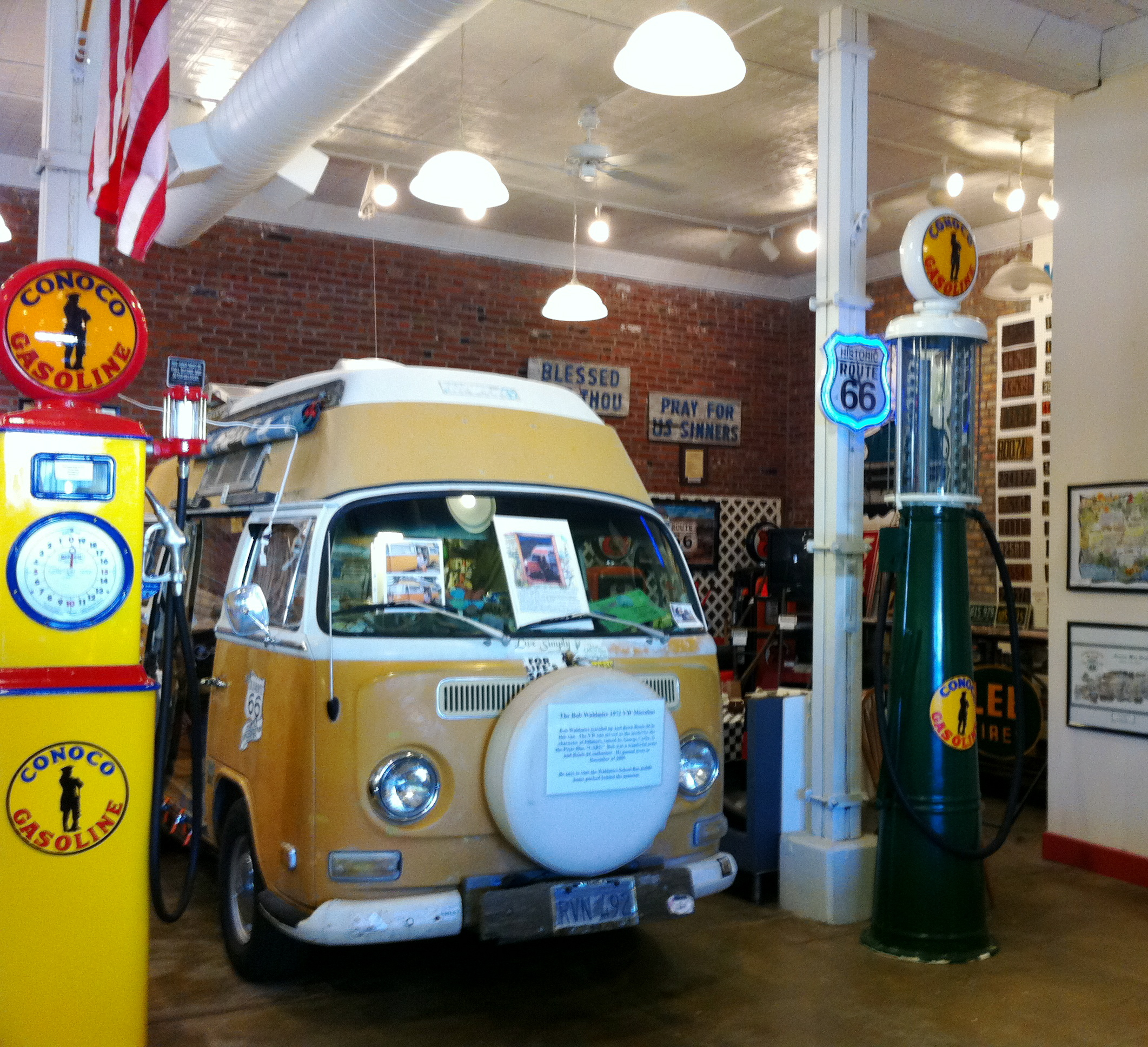
Le minivan de Bob Waldmire exposé dans un musée.

Bob Waldmire est né à Saint Louis, Missouri. Passé par l'Université Southern Illinois, il notamment l'auteur d'un atlas de 16 pages répertoriant les curiosités de la route 66 ainsi que de nombreuses cartes postales évoquant celle-ci. Waldmire, qui se décrivait comme un "végétarien par éthique" vécut la fin de sa vie dans un bus scolaire reconverti. 